# Troisième circonscription du Nord
Pour les articles homonymes, voir Troisième circonscription du Nord de 1986 à 2012.
La troisième circonscription du Nord est l'une des 21 circonscriptions législatives françaises que compte le département du Nord. Elle est représentée dans la XVIIe législature par Sandra Delannoy (RN).

## Description géographique et démographique
Depuis l'adoption de l'ordonnance no 2009-935 du 29 juillet 2009, ratifiée par le Parlement français le 21 janvier 2010, elle est composée de l'ancienne Vingt-troisième circonscription du Nord et les cantons d'Avesnes-sur-Helpe-Nord, de Solre-le-Château et de Trélon.
La précédente Troisième circonscription du Nord regroupait les cantons suivants :
- Canton de Lille-Centre
- Canton de Lille-Nord
- Canton de Lille-Nord-Est.

### Pyramide des âges
| Hommes | Classe d’âge   | Femmes |
| ------ | -------------- | ------ |
| 7      | 65 ans et plus | 10     |
| 28     | 20 à 64 ans    | 29     |
| 13     | 0 à 19 ans     | 12     |

### Catégorie socio-professionnelle
Répartition de la population active par catégorie socio-professionnelle en 2013
| Agriculteurs | Artisans, commerçants, chefs d'entreprise | Cadres, professions intellectuelles | Professions intermédiaires | Employés | Ouvriers | Retraités | Autres |
| ------------ | ----------------------------------------- | ----------------------------------- | -------------------------- | -------- | -------- | --------- | ------ |
| 0,7 %        | 2,5 %                                     | 3,9 %                               | 11,2 %                     | 15,3 %   | 16,7 %   | 25 %      | 24,7 % |

## Historique des députations
| Législature | Début de mandat | Fin de mandat | Député               | Parti politique | Observations                                                                           |
| ----------- | --------------- | ------------- | -------------------- | --------------- | -------------------------------------------------------------------------------------- |
| XIVe        | 20 juin 2012    | 20 juin 2017  | Rémi Pauvros         | PS              |                                                                                        |
| XVe         | 21 juin 2017    | 21 juin 2022  | Christophe Di Pompeo | REM             |                                                                                        |
| XVIe        | 22 juin 2022    | 9 juin 2024   | Benjamin Saint-Huile | DVG             | Mandat écourté à la suite d'une dissolution parlementaire décidée par Emmanuel Macron. |

## Historique des élections

### Élections de 2012
| Candidat       | Candidat                | Parti            | Premier tour | Premier tour | Second tour | Second tour |  |
| Candidat       | Candidat                | Parti            | Voix         | %            | Voix        | %           |  |
| -------------- | ----------------------- | ---------------- | ------------ | ------------ | ----------- | ----------- |  |
|                | Rémi Pauvros élu        | PS               | 13 158       | 26,22        | 23 533      | 52,18       |  |
|                | Christine Marin sortant | UMP              | 12 189       | 24,29        | 21 569      | 47,82       |  |
|                | Jean-Luc Pérat sortant  | diss. PS         | 9 683        | 19,30        |             |             |  |
|                | Louis-Armand de Bejarry | FN (RBM)         | 9 321        | 18,57        |             |             |  |
|                | Fatiha Kacimi           | PCF (FG)         | 3 069        | 6,12         |             |             |  |
|                | Richard Meunier         | MoDem (CpF)      | 644          | 1,28         |             |             |  |
|                | Dominique Slabolepszy   | PDF              | 574          | 1,14         |             |             |  |
|                | Dominique Labis         | EÉLV (MHAN, MÉI) | 511          | 1,02         |             |             |  |
|                | Marie-Claude Rondeaux   | LO               | 381          | 0,76         |             |             |  |
|                | Julie Lescieux          | AÉI              | 238          | 0,47         |             |             |  |
|                | Ghislaine Baudin        | POI              | 215          | 0,43         |             |             |  |
|                | Marie-France Poule      | NPA              | 200          | 0,40         |             |             |  |
|                |                         |                  |              |              |             |             |  |
| Inscrits       | Inscrits                | Inscrits         | 96 585       | 100,00       | 96 578      | 100,00      |  |
| Abstentions    | Abstentions             | Abstentions      | 45 633       | 47,25        | 48 705      | 50,43       |  |
| Votants        | Votants                 | Votants          | 50 952       | 52,75        | 47 873      | 49,57       |  |
| Blancs et nuls | Blancs et nuls          | Blancs et nuls   | 769          | 1,51         | 2 771       | 5,79        |  |
| Exprimés       | Exprimés                | Exprimés         | 50 183       | 98,49        | 45 102      | 94,21       |  |

### Élections de 2017
Député sortant : Rémi Pauvros (Parti socialiste).
|                                                                       |                                                                              |                           |                           |                          |                          |
|                                                                       |                                                                              | Premier tour 11 juin 2017 | Premier tour 11 juin 2017 | Second tour 18 juin 2017 | Second tour 18 juin 2017 |
|                                                                       |                                                                              |                           |                           |                          |                          |
|                                                                       |                                                                              | Nombre                    | % des inscrits            | Nombre                   | % des inscrits           |
| Inscrits                                                              | Inscrits                                                                     | 94 009                    | 100,00                    | 94 004                   | 100,00                   |
| Abstentions                                                           | Abstentions                                                                  | 55 659                    | 59,21                     | 57 974                   | 61,67                    |
| Votants                                                               | Votants                                                                      | 38 350                    | 40,79                     | 36 030                   | 38,33                    |
|                                                                       |                                                                              |                           | % des votants             |                          | % des votants            |
| Bulletins blancs                                                      | Bulletins blancs                                                             | 748                       | 1,95                      | 2 226                    | 6,18                     |
| Bulletins nuls                                                        | Bulletins nuls                                                               | 299                       | 0,78                      | 935                      | 2,60                     |
| Suffrages exprimés                                                    | Suffrages exprimés                                                           | 37 303                    | 97,27                     | 32 869                   | 91,23                    |
|                                                                       |                                                                              |                           |                           |                          |                          |
| Candidat Étiquette politique (partis et alliances)                    | Candidat Étiquette politique (partis et alliances)                           | Voix                      | % des exprimés            | Voix                     | % des exprimés           |
|                                                                       |                                                                              |                           |                           |                          |                          |
|                                                                       | Sylvie Goddyn Front national                                                 | 10 040                    | 26,91                     | 16 008                   | 48,70                    |
|                                                                       | Christophe Di Pompeo La République en marche !                               | 9 377                     | 25,14                     | 16 861                   | 51,30                    |
|                                                                       | Rémi Pauvros (député sortant) Parti socialiste                               | 5 498                     | 14,74                     |                          |                          |
|                                                                       | Alain Poyart Union des démocrates et indépendants (Les Républicains)         | 4 658                     | 12,49                     |                          |                          |
|                                                                       | Aurélien Motte La France insoumise                                           | 4 144                     | 11,11                     |                          |                          |
|                                                                       | Patrick Viltart Parti communiste français (Front de gauche)                  | 1 151                     | 3,09                      |                          |                          |
|                                                                       | Marc Dehondt Écologiste (Confédération pour l'homme, l'animal et la planète) | 635                       | 1,70                      |                          |                          |
|                                                                       | Marie-Claude Rondeaux Lutte ouvrière                                         | 528                       | 1,42                      |                          |                          |
|                                                                       | Franck Lesueur-Bonte Europe Écologie Les Verts                               | 503                       | 1,35                      |                          |                          |
|                                                                       | Corinne Lairé Extrême droite (Parti de la France)                            | 390                       | 1,05                      |                          |                          |
|                                                                       | Bathoche Mahious Écologiste (Alliance écologiste indépendante)               | 201                       | 0,54                      |                          |                          |
|                                                                       | Nassima Aklil Divers (Union populaire républicaine)                          | 176                       | 0,47                      |                          |                          |
|                                                                       | Florence Hudelist Divers droite (Parti chrétien-démocrate)                   | 2                         | 0,01                      |                          |                          |
| Source : Ministère de l'Intérieur - Troisième circonscription du Nord |                                                                              |                           |                           |                          |                          |

### Élections de 2022
Les élections législatives françaises de 2022 ont eu lieu les dimanches 12 et 19 juin 2022.
|                                                    |                                                                                   |                           |                           |                          |                          |
|                                                    |                                                                                   | Premier tour 12 juin 2022 | Premier tour 12 juin 2022 | Second tour 19 juin 2022 | Second tour 19 juin 2022 |
|                                                    |                                                                                   |                           |                           |                          |                          |
|                                                    |                                                                                   | Nombre                    | % des inscrits            | Nombre                   | % des inscrits           |
| Inscrits                                           | Inscrits                                                                          | 92 320                    | 100                       | 92 345                   | 100                      |
| Abstentions                                        | Abstentions                                                                       | 55 309                    | 59,91                     | 54 707                   | 59,24                    |
| Votants                                            | Votants                                                                           | 37 011                    | 40,09                     | 37 638                   | 40,76                    |
|                                                    |                                                                                   |                           | % des votants             |                          | % des votants            |
| Bulletins blancs                                   | Bulletins blancs                                                                  | 492                       | 1,33                      | 1429                     | 3,80                     |
| Bulletins nuls                                     | Bulletins nuls                                                                    | 204                       | 0,55                      | 524                      | 1,39                     |
| Suffrages exprimés                                 | Suffrages exprimés                                                                | 36 315                    | 98,12                     | 35 685                   | 94,81                    |
|                                                    |                                                                                   |                           |                           |                          |                          |
| Candidat Étiquette politique (partis et alliances) | Candidat Étiquette politique (partis et alliances)                                | Voix                      | % des exprimés            | Voix                     | % des exprimés           |
|                                                    |                                                                                   |                           |                           |                          |                          |
|                                                    | Sandra Delannoy Rassemblement national                                            | 11 323                    | 31,18                     | 17 237                   | 48,30                    |
|                                                    | Benjamin Saint-Huile Parti socialiste diss.                                       | 6 807                     | 18,74                     | 18 448                   | 51,70                    |
|                                                    | Sophie Villette Nouvelle Union populaire écologique et sociale (Parti socialiste) | 5 510                     | 15,17                     |                          |                          |
|                                                    | Christophe Di Pompeo* Ensemble                                                    | 5 455                     | 15,02                     |                          |                          |
|                                                    | Nicolas Leblanc Les Républicains                                                  | 4 246                     | 11,69                     |                          |                          |
|                                                    | Marc Dehondt Écologiste                                                           | 1 060                     | 2,92                      |                          |                          |
|                                                    | Jessica Wattiez Reconquête                                                        | 1 014                     | 2,79                      |                          |                          |
|                                                    | Marie-Claude Rondeaux Lutte ouvrière                                              | 545                       | 1,50                      |                          |                          |
|                                                    | Irène Safai Droite souverainiste                                                  | 355                       | 0,98                      |                          |                          |
| * Député sortant                                   |                                                                                   |                           |                           |                          |                          |

### Élections de 2024
| Candidat                 | Candidat                 | Parti et coalition       | Nuance                   | Premier tour | Premier tour |
| Candidat                 | Candidat                 | Parti et coalition       | Nuance                   | Voix         | %            |
| ------------------------ | ------------------------ | ------------------------ | ------------------------ | ------------ | ------------ |
|                          | Sandra Delannoy          | RN                       | RN                       | 26 874       | 50,82        |
|                          | Benjamin Saint-Huile     | C                        | DVG                      | 23 429       | 44,31        |
|                          | Marie-Claude Rondeaux    | LO                       | EXG                      | 1 697        | 3,21         |
|                          | Louis Mahieu             | REC                      | REC                      | 876          | 1,66         |
|                          |                          |                          |                          |              |              |
| Suffrages exprimés       | Suffrages exprimés       | Suffrages exprimés       | Suffrages exprimés       | 52 876       | 96,80        |
| Votes blancs             | Votes blancs             | Votes blancs             | Votes blancs             | 1 278        | 1,39         |
| Votes nuls               | Votes nuls               | Votes nuls               | Votes nuls               | 468          | 0,51         |
| Total                    | Total                    | Total                    | Total                    | 54 622       | 100          |
| Abstention               | Abstention               | Abstention               | Abstention               | 36 998       | 40,38        |
| Inscrits / participation | Inscrits / participation | Inscrits / participation | Inscrits / participation | 91 620       | 59,62        |